# Blas Muñoz Blaya
Blas Muñoz Blaya (Mazarrón, 24 de mayo de 1925 - 7 de agosto de 1989) fue un político español, alcalde de Santa Coloma de Gramanet (Barcelona) desde 1975 hasta 1979.

## Emigración
Tuvo que emigrar de Mazarrón (Murcia) recién acabada la guerra y en 1942 se instaló en Santa Coloma de Gramanet como vendedor ambulante de caramelos. Aunque no pudo realizar estudios y tenía una formación básica, consiguió tener una fábrica y un comercio de lo mismo en Barcelona. Después se introdujo en negocios inmobiliarios y financieros.

## Carrera política
En 1964 se afilió a la Falange Española Tradicionalista y de las JONS, el partido único partido de la dictadura franquista. En ese año fue designado concejal y miembro de la Comisión de Gobernación. Fue vicepresidente del Consejo Local del Movimiento y consejero de Cultura y Deportes en 1969.  Fue juez de paz y presidente de la UAD Gramanet. Finalmente, en febrero de 1975 fue nombrado alcalde de la ciudad de Santa Coloma de Gramanet con el apoyo del Gobernador de entonces, Rodolfo Martín Villa.

## Alcaldía
Se mantuvo en la alcaldía desde 1975 hasta las primeras elecciones municipales, en abril de 1979. Para entonces se había adaptado a los nuevos tiempos, se incorporó, como muchos franquistas locales, a partidos de reciente creación, en este caso a la UCD de Adolfo Suárez, y fue el único concejal de este partido elegido. Dio paso entonces a la alcaldía a un histórico militante antifranquista, Luis Hernández Alcácer (PSUC).